# Яныгхачечахль
Яныгхачечахль (Яныгхачечахл) (1025,8 метра) — самая северная географическая точка Свердловской области. Находится на водораздельном хребте в составе хребта Поясовый Камень. Служит границей между Европой и Азией и водоразделом двух бассейнов — Печорского и Обского (Лозьва и Северная Сосьва). Здесь сходятся границы трёх регионов России: Республики Коми, Свердловской области и Ханты-Мансийского автономного округа — Югры (последний также входит в состав Тюменской области).

## Географическое положение
Гора Яныгхачечахл расположена в муниципальном образовании «Ивдельский городской округ» Свердловской области, Республики Коми и ХМАО, в составе хребта Поясовый Камень, в 11 километрах к востоку-северо-востоку от горы Отортен. Гора высотой в 1025,8 метра и с коэффициентом сложности — 1А.

## Описание
Зона леса до 750 метра, выше — каменные россыпи и скальные выходы.